# John Cocking
John Cocking là một cựu hậu vệ bóng đá người Anh who spent seven seasons tại National Professional Soccer League và North American Soccer League.
Cocking, thi đấu ở vị trí hậu vệ, thi đấu cho Atlanta Chiefs từ 1967 đến 1973, có tổng cộng 108 lần ra sân - 4 tại NPSL và 104 tại NASL.